# Освајачи олимпијских медаља у атлетици — 10 миља ходање за мушкарце
Освајачи олимпијских медаља у атлетици за мушкарце у дисциплини 10 миља ходање, која је на програму игара била само 1908, приказани су у следећој табели.
| Олимпијске игре    | Злато                            | Злато        | Сребро                          | Сребро    | Бронза                              | Бронза    |
| ------------------ | -------------------------------- | ------------ | ------------------------------- | --------- | ----------------------------------- | --------- |
| Лондон 1908.детаљи | Џорџ Ларнер Уједињено Краљевство | 1:15:57,4 ОР | Ернест Веб Уједињено Краљевство | 1:17:31,0 | Едвард Спенсер Уједињено Краљевство | 1:21:20,2 |